# Calificación para la Copa Mundial de Fútbol de ConIFA de 2024
La Calificación para la Copa Mundial de Fútbol de ConIFA de 2024 fue un proceso que decidieron varios de los equipos que participarán de la Copa Mundial de Fútbol de ConIFA de 2024. Este fue el tercer torneo que presenta un proceso de clasificación. El primer partido de clasificación se jugó el 17 de junio de 2023 entre Cantón del Tesino y Recia.

## Clasificación europea
El 14 de junio, ConIFA anunció los grupos para la clasificación europea. De los 18 miembros de ConIFA, inicialmente 10 fueron confirmados como participantes en la clasificación de 2024. Sin embargo, Padania se retiró más tarde sin dar ninguna razón formal y sin anunciar ningún reemplazo.
| Grupo A              | Grupo B                         | Grupo C                          | Grupo D        |
| -------------------- | ------------------------------- | -------------------------------- | -------------- |
| Cornualles Laponia 0 | Cantón del Tesino Recia Padania | País Sículo Cameria Dos Sicilias | Abjasia Artsaj |

### Grupo A
| Fecha                      | Lugar    |            |                       | Resultado |                    |         |
| -------------------------- | -------- | ---------- | --------------------- | --------- | ------------------ | ------- |
| 16 de julio de 2023, 13:00 | Falmouth | Cornualles | Bandera de Cornualles | 2:1       | Bandera de Laponia | Laponia |

### Grupo B
| Fecha                      | Lugar         |                   |                             | Resultado |  |       |
| -------------------------- | ------------- | ----------------- | --------------------------- | --------- |  | ----- |
| 17 de junio de 2023, 18:00 | Tenero-Contra | Cantón del Tesino | Bandera de Cantón de Tesino | 1:8       |  | Recia |

### Grupo C
| Fecha                      | Lugar          |              |  | Resultado |  |              |
| -------------------------- | -------------- | ------------ |  | --------- |  | ------------ |
| 30 de junio de 2023, 19:00 | Miercurea Ciuc | País Sículo  |  | 3:2       |  | Cameria      |
| 1 de julio de 2023, 19:00  | Miercurea Ciuc | Cameria      |  | 3:1       |  | Dos Sicilias |
| 2 de julio de 2023, 19:00  | Miercurea Ciuc | Dos Sicilias |  | 0:7       |  | País Sículo  |

### Grupo D
| Fecha | Lugar  |         |                    | Resultado |                   |        |
| ----- | ------ | ------- | ------------------ | --------- | ----------------- | ------ |
|       | Sujumi | Abjasia | Bandera de Abjasia | :         | Bandera de Artsaj | Artsaj |

- Artsaj se retiró de la competición debido a la inestabilidad actual, Abjasia fue seleccionada para la Copa Mundial de Fútbol de ConIFA de 2024. Ver más: Crisis fronteriza armenia-azerí de 2021-2023.